# Eurydice czerniavsky
Eurydice czerniavsky là một loài chân đều trong họ Cirolanidae. Loài này được Bacescu miêu tả khoa học năm 1948.